# Courmes
Courmes é uma comuna francesa na região administrativa da Provença-Alpes-Costa Azul, no departamento Alpes Marítimos. Estende-se por uma área de 15,71 km², com  (Courmois) 88 habitantes, segundo os censos de 1999, com uma densidade de 5 hab/km².